# Бугай, Владислав Сергеевич
Владисла́в Серге́евич Буга́й (укр. Владислав Сергійович Бугай; 27 октября 1997, Киев, Украина) — украинский футболист, нападающий луганской «Зари».

## Игровая карьера

### Ранние годы
В чемпионате Украины (ДЮФЛ) защищал цвета команд «Динамо» (Киев), «Атлет» (Киев), «Ильичёвец» (Мариуполь) и «Локомотив» (Киев). Также в 2013—2014 годах выступал за юношескую сборную Украины до 17 лет.
В 2015 году подписал контракт с донецким «Шахтёром», где в течение сезона выступал в первенстве Украины U-19 и U-21. Также Владислав играл за донецкую команду в Юношеской лиге УЕФА.

### Клубная карьера
В конце августа 2016 на правах аренды пополнил состав черновицкой «Буковины», где выступал до конца сезона под 16 номером. В матче против ФК «Полтавы» отметился дебютным голом в первой украинской лиге. Всего за сезон сыграл 23 матча и забил 1 гол.
Летом 2017 был отдан в аренду в «Мариуполь», а уже через год стал полноправным игроком «азовцев». В сезоне 2018/19 был заявлен на матчи Лиги Европы УЕФА. 1 сентября 2018 года впервые сыграл в Премьер-лиге Украины, выйдя на замену на 74-минуте, в матче против именно «Шахтёра», а 31 октября впервые сыграл в Кубке Украины.
В сезоне 2019/20 на правах аренды выступал за клуб из первой лиги: «Николаев», где провел 20 официальных матчей во всех турнирах и отличился 6 голами. В сентябре 2020 стал игроком одесского «Черноморца», а в зимнее межсезонье 2021/22 подписал контракт с клубом «Львов».

## Достижения
«Шахтёр» (Донецк)
- Серебряный призёр Молодёжного чемпионата Украины: 2015/16

«Черноморец» (Одесса)
- Серебряный призёр Первой лиги Украины: 2020/21

## Статистика
| Сезон     | Команда               | Чемпионат    | Чемпионат | Чемпионат | Кубок  | Кубок | Кубок | Еврокубки           | Еврокубки | Еврокубки |
| Сезон     | Команда               | Турнир       | Матчи     | Голы      | Турнир | Матчи | Голы  | Турнир              | Матчи     | Голы      |
| --------- | --------------------- | ------------ | --------- | --------- | ------ | ----- | ----- | ------------------- | --------- | --------- |
| 2015—2016 | «Шахтёр» (Донецк)     | УПЛ (U-21)   | 14        | 0         | —      | —     | —     | —                   | —         | —         |
| 2015—2016 | «Шахтёр» (Донецк)     | УПЛ (U-19)   | 25        | 9         | —      | —     | —     | Юношеская лига УЕФА | 4         | 1         |
| 2016—2017 | «Буковина»            | Первая лига  | 23        | 1         | —      | —     | —     | —                   | —         | —         |
| 2017—2018 | «Мариуполь»           | УПЛ (U-21)   | 22        | 15        | —      | —     | —     | —                   | —         | —         |
| 2018—2019 | «Мариуполь»           | УПЛ (U-21)   | 19        | 9         | —      | —     | —     | —                   | —         | —         |
| 2018—2019 | «Мариуполь»           | Премьер-лига | 4         | 0         | КУ     | 1     | 0     | Лига Европы УЕФА    | 0         | 0         |
| 2019—2020 | «Николаев»            | Первая лига  | 17        | 5         | КУ     | 3     | 1     | —                   | —         | —         |
| 2020—2021 | «Черноморец» (Одесса) | Первая лига  | 20        | 3         | —      | —     | —     | —                   | —         | —         |
| 2021—2022 | «Черноморец» (Одесса) | Премьер-лига | 16        | 2         | КУ     | 2     | 2     | —                   | —         | —         |
| 2022—2023 | «Львов»               | Премьер-лига | 29        | 4         | —      | —     | —     | —                   | —         | —         |